# Unicorn: Warriors Eternal
Unicorn: Warriors Eternal es una serie de televisión estadounidense de fantasía animada para adultos creada por Genndy Tartakovsky para el bloque de programación nocturna Adult Swim de Cartoon Network, aunque, inicialmente producido para el bloque de programación ACME Night de Cartoon Network. La serie se estrenó el 4 de mayo de 2023 y se transmitió en HBO Max al día siguiente, en noviembre fue emitido en la programación de [as].
Las primeras imágenes de la serie se mostraron en el Festival Internacional de Cine de Animación de Annecy de 2022. El sitio web de Annecy también mostró diseños de personajes actualizados. La serie se presentó en la Comic Con de Nueva York el 9 de octubre de 2022.

## Trama
Una fuerza malvada se cierne sobre las calles oscuras y espesas de la revolución industrial de Londres cuando un grupo de héroes apodados Unicorn se despiertan accidentalmente en los cuerpos de adolescentes en lugar de los anfitriones adultos que encarnaron en el pasado. Melinda, una poderosa hechicera, Seng, un monje cósmico y Edred, un elfo guerrero. Con recuerdos distorsionados y sus habilidades mágicas debilitadas y fragmentadas, el trío debe trabajar en conjunto con la ayuda de su robot a vapor, Copernicus, para desentrañar los misterios de su pasado y presente que revelarán su camino para derrotar una amenaza eterna.

## Reparto y personajes

### Principales
- Hazel Doupe como Emma, la actual huésped del alma de Melinda. Sin embargo, lucha por determinar cuál es su identidad y pierde el control de sus poderes ante cualquier arrebato emocional.
  - Grey Griffin como Melinda, una poderosa hechicera.
- Demari Hunte como Alfie, el actual huésped del alma de Seng, quien tras reencarnarse en un niño ha hecho que la plana cósmica sea demasiado para comprenderla.
  - Alain Uy como Seng, un monje cósmico.
- Tom Milligan como Dimitri, el actual huésped del alma de Edred. A diferencia de los demás, Edred consiguió conservar la mayor parte de sus recuerdos y su poder.
  - Jacob Dudman como Edred, un elfo guerrero.
- Copérnico, un robot a vapor que reúne a las tres almas.

### Recurrentes
- Ron Bottita como Lord Edward Fairfax, el padre de Emma.
- Jeremy Crutchley como Merlín, padre de Melinda y quien fundó la Orden del Unicornio para luchar contra las fuerzas del mal.
- George Webster como Winston, el prometido de Emma, que después de encuentros con la Orden del Unicornio con el propósito de recuperar a su amada, es mordido por un Licántropo afectado por el mal y se convierte en un Hombre lobo.
- Griffin también interpreta a June Way "la Mujer Misteriosa", una mujer zorro antropomorfa que sirve al mal definitivo contra el que luchan los héroes a lo largo de la historia.

## Producción

### Desarrollo
La serie tardó casi 20 años en realizarse, con Tartakovsky presentando la serie a varios estudios con poco o ningún éxito. Finalmente, Cartoon Network y HBO Max la adquirieron, y se anunció públicamente el 28 de octubre de 2020, aprobandose junto a Tiny Toons Looniversity y tres proyectos de Mo Willems.[cita requerida]
El aspecto de la serie se inspiró en gran medida en las obras de Osamu Tezuka y Max Fleischer. Las obras de Hayao Miyazaki y la estética steampunk general también inspiraron a Tartakovsky. La serie es producida por Cartoon Network Studios y Williams Street, con animación de Studio La Cachette en Francia y Studio Zmei en Bulgaria. Stephen DeStefano, quien trabajó con Tartakovsky en Sym-Bionic Titan y su película cancelada Popeye , se desempeñó como diseñador de personajes.
La serie originalmente iba a estar dirigida a niños y familias, y el programa se estrenaría en Cartoon Network como parte de su bloque de programación ACME Night, pero en 2023 se anunció su trasladó a otro bloque de programación para adultos de la cadena, Adult Swim, con repetición dentro del bloque Toonami.
En Latinoamérica la serie tuvo un lanzamiento simultáneo en el servicio de HBO MAX incluyendo doblaje. Posteriormente la serie se incluiría como parte de la programación inicial del canal Adult Swim en la región desde el 4 de noviembre.